# Maryann Brandon
Pour les articles homonymes, voir Brandon.
Maryann Brandon est une monteuse de film américaine.

## Biographie
Elle est monteuse sur beaucoup de films et de séries télévisées de J. J. Abrams, en collaboration avec Mary Jo Markey. Toutes deux sont nommées à l'Oscar du meilleur montage pour Star Wars, épisode VII : Le Réveil de la Force.

## Filmographie

### Cinéma
- 1989 : Race for Glory
- 1989 : All's Fair
- 1991 : Bingo
- 1995 : Drôle de singe (Born to Be Wild)
- 1995 : Les Grincheux 2 (Grumpier Old Men)
- 1997 : Secrets (A Thousand Acres)
- 2006 : Mission impossible 3 (Mission: Impossible III)
- 2007 : Lettre ouverte à Jane Austen (The Jane Austen Book Club)
- 2009 : Star Trek
- 2010 : Les Voyages de Gulliver (Gulliver's Travels)
- 2010 : Dragons (How To Train Your Dragon)
- 2011 : Super 8
- 2011 : Kung Fu Panda 2
- 2012 : Baby Love
- 2013 : Star Trek Into Darkness
- 2014 : Un amour sans fin (Endless Love)
- 2015 : Star Wars, épisode VII : Le Réveil de la Force (Star Wars Episode VII: The Force Awakens)
- 2016 : Passengers de Morten Tyldum
- 2018 : Venom de Ruben Fleischer
- 2019 : Star Wars, épisode IX : L'Ascension de Skywalker (Star Wars: Episode IX – The Rise of Skywalker) de J. J. Abrams

### Télévision

#### Séries télévisées
- 2000 : Grapevine (en)
- 2001 - 2005 : Alias (27 épisodes)

#### Téléfilms
- 1992 : Wild Card
- 1992 : The Witches of Eastwick
- 1993 : Défense traquée (Caught in the Act)
- 1999 : CSS Hunley, le premier sous-marin (The Hunley)
- 2000 : The Miracle Worker
- 2001 : The Flying Dutchman
- 2001 : Shirley Temple : La Naissance d'une star (Child Star: The Shirley Temple Story)

## Récompense
- Saturn Awards 2016 : Meilleur montage pour Star Wars, épisode VII  : Le Réveil de la Force